# Graduate School of Computational Engineering (Graduiertenschule CE)
Die Graduiertenschule Computational Engineering (GSC CE) an der Technischen Universität Darmstadt stellt die zentrale Einheit für Lehre und Forschungsausbildung von Graduierten im multidisziplinären Gebiet des Computational Engineering (CE) dar.

## Geschichte
Sie wurde von über 20 Professoren verschiedener Fachbereiche im Rahmen der  Exzellenzinitiative des Bundes und der Länder im November 2007 gegründet. Die fachübergreifende  Ausbildung von Doktoranden auf dem Gebiet des CE als integrative Wissenschaftsdisziplin mit Anteilen aus den Ingenieurwissenschaften, der Mathematik und der Informatik steht im Zentrum der Aktivitäten. Erfolgreiche Absolventen können den Doktorgrad  Dr. rer. nat. oder  Dr.-Ing. erwerben. Gegenwärtiger Dekan der GSC CE ist Michael Schäfer.

## Ziele
Die GSC CE soll es Doktoranden ermöglichen, ihre wissenschaftlichen Fähigkeiten fokussiert und in enger Zusammenarbeit in einem interdisziplinären Umfeld zu entwickeln. Durch die Realisierung einer strukturierten Doktorandenausbildung sollen die Promotionsvorhaben erfolgreich und zügig zum Abschluss gebracht werden. Durch die gleichzeitige Vermittlung von so genannten „Soft Skills“ sollen alle Doktoranden zu Experten im Bereich CE mit Schlüsselkompetenzen ausgebildet werden. Im technisch-naturwissenschaftlichen Bereich soll auch ein hoher Frauenanteil von mindestens einem Drittel erreicht werden.

## Kernthemen und Forschung
Das Forschungsprogramm konzentriert sich auf drei Themen der gegenwärtigen Forschung im CE-Bereich:
1. Die „Modellierung und Simulation von gekoppelten Multiphysics-Problemen“ erforscht das komplexe Zusammenspiel verschiedener gekoppelter physikalischer Phänomene. So bedarf die Simulation eines Microchips beispielsweise der Analyse aller elektronischen, thermischen und mechanischen Aspekte und stellt dadurch eine sehr komplexe Aufgabe dar.
2. „Simulationsbasierte Optimierung“ repräsentiert einen wissenschaftlichen Ansatz, der bei der Erforschung praktisch aller technischen Systeme eingesetzt werden kann, sei es zur Einsparung von Energie bei Antriebssystemen oder zur Minimierung der Abstrahlung elektrischer Antennen. Die Vereinigung komplexer Simulationsmethoden mit modernen Optimierungsstrategien stellt dabei die wesentliche wissenschaftliche Herausforderung dar.
3. Die „Modellierung und Simulation von hierarchische Mehrskalenproblemen“ befasst sich mit der gekoppelten Simulation von Phänomenen völlig unterschiedlicher Größenordnungen. Ein Beispiel hierfür ist die Simulation von Kommunikationssystemen, für welche vom physikalischen Problem der Wellenausbreitung über das Chip-Layout bis hin zur Analyse ganzer Netzwerke, verschiedenste Aspekte erforscht werden müssen.

Die drei genannten Kernfelder der Forschung an der Graduiertenschule CE werden durch vier weitere Querschnittbereiche ergänzt: Einsatz von Hochleistungsrechnern, Validierung, Visualisierung und simulierte Realität sowie Softwareentwicklung und Lebenszyklusanalyse technischer Systeme.

## Einbindung in internationales Forschungsnetzwerk
Auf Forschungsseite verbindet die GSC CE, in Kooperation mit dem 2002 gegründeten Forschungszentrum CE, die an der Technischen Universität Darmstadt bestehenden Aktivitäten im CE-Bereich untereinander. Ferner unterhält die Graduiertenschule enge Verbindungen zu einigen renommierten Forschungsinstituten, wie etwa den Fraunhofer Instituten für Graphische Datenverarbeitung (IGD) und für Betriebsfestigkeit und Systemzuverlässigkeit (LBF). Ihre anwendungsbezogene Forschung wird von mehreren Partnerunternehmen unterstützt. Internationale Partnerinstitutionen der GSC CE bilden ein weltweites Netzwerk für Kooperationen und Austausch in Forschung und Lehre.

## Verknüpfung mit CE-Studium
Im Bereich der Lehre baut die GSC CE auf dem CE-Studienprogramm der Technischen Universität Darmstadt auf, das die beiden akkreditierten, aufeinander aufbauenden und interdisziplinären Studiengänge Bachelor (BSc) und Master of Science (MSc) beinhaltet. Hierbei setzt die Technische Universität Darmstadt auf eine stark forschungsorientierte Ausrichtung des MSc-Programms in CE. Dies spiegelt sich auch in der bestehenden Fast-Track-Option wider, die es an der GSC CE aufgenommenen MSc-Studenten ermöglicht, bereits während ihres CE-Studiums mit ihrer Doktorarbeit zu beginnen.